# Provincias de Bolivia
Las provincias de Bolivia son las subdivisiones territoriales intermedias del país, inferiores a los departamentos y superiores a los municipios. El gobernador de cada departamento designa los subgobernadores, que están a cargo de la administración de las provincias. En el departamento de Tarija la autoridad que ejerce la representación político administrativa de la provincia se denomina ejecutivo seccional de desarrollo.
Bolivia posee 112 provincias, que se agrupan en 9 departamentos. La provincia más meridional es la de Sud Lípez en el departamento de Potosí; la más oriental es la de Germán Busch en el departamento de Santa Cruz; la más septentrional es la provincia del General Federico Román en el departamento de Pando; y la más occidental es la del General José Manuel Pando en el departamento de La Paz.
La provincia más grande es la provincia Cordillera en el departamento de Santa Cruz; y la más pequeña es la provincia de Germán Jordán en el departamento de Cochabamba; La provincia más poblada es la provincia Andrés Ibáñez en el departamento de Santa Cruz; y la menos poblada es la provincia de Mejillones en el departamento de Oruro.

## Historia

### Real Audiencia de Charcas
Desde la época de la Nueva Toledo hasta la Real Audiencia de Charcas de la época colonial, el territorio de Bolivia comprendió cuatro provincias. La jurisdicción territorial de la Audiencia de Charcas se abarcaba tierras desde el Cuzco, al norte, hasta Buenos Aires (incluyendo Paraguay y Tucumán) al sur y desde el Océano Pacífico (Atacama) al oeste, hasta la frontera con el Brasil, al este. En el año 1776, al establecerse el virreinato de Buenos Aires, los territorios del Río de La Plata, Tucumán y Paraguay, pasaron a depender de ella. Se tenían, en lo que hoy es el territorio boliviano, 4 provincias y corregimientos además de 2 misiones: Intendencia de La Paz que incluía Chucuíto, Azángaro, Lampa, Carabaya y Paucarcolla, actualmente en el Perú, intendencia de Potosí con territorios en Atacama y el actual departamento de Tarija más el Chaco Central o Gualamba, la intendencia de Chuquisaca que incluía partes del norte del departamento de Potosí, todo el departamento de Oruro y todo el departamento de Chuquisaca que incluía al Chaco Boreal, intendencia de Santa Cruz de la Sierra, que incluía todo el departamento de Cochabamba y el departamento de Santa Cruz las dos misiones de Moxos y Chiquitos, la población de Mizque era su capital. Años después, las provincias fueron convertidas en departamentos.

### Independencia
Después de la Independencia de Bolivia en 1825, el nuevo gobierno adoptó el sistema francés de división territorial que dividía al país en departamentos, estos en provincias y éstas en cantones. El 23 de enero de 1826, en el gobierno de Antonio José de Sucre se estableció por ley que esta fuese la división territorial oficial de Bolivia, convirtiendo lo que eran antes las subdelegacías en provincias. Esta división política-territorial fue cambiada durante los 167 años de vida republicana de Bolivia, en los cuales se fueron creando nuevas provincias sobre la base de las ya existentes.

## Opción por la autonomía
La Constitución Política de Bolivia de 2009 reconoce a la provincia como una unidad político administrativa o unidad territorial en su artículo 269 y le da derecho a la autonomía.
El 6 de diciembre de 2009 se realizó el referendo por el que la población de la provincia del Gran Chaco en Tarija aprobó por 80,4% el establecimiento de la región autónoma del Gran Chaco, sobre la base de la jurisdicción territorial de tres municipios: Caraparí, Villamontes y Yacuiba.